# Stygnomma furvum
Stygnomma furvum – gatunek kosarza z podrzędu Laniatores i rodziny Stygnommatidae.

## Występowanie
Gatunek występuje w Wenezueli.